# Josephine Siao
Josephine Siao-Fong Fong (13 de marzo de 1947 (78 años) en Suzhou, Jiangsu, China) es una actriz de cine y cantante hongkonesa, se hizo conocer como una actriz infantil cuando era niña y a medida que fue creciendo, como actriz con experiencia, ha  ganando numerosos premios como Mejor Actriz en el Festival de Cine de Berlín 45 ª a nivel Internacional. Desde que se retiró del mundo del espectáculo (en parte debido a su creciente sordera), se ha convertido en una escritora y un psicóloga, conocida por su trabajo contra el abuso infantil.

## Carrera
Josephine Siao-Fong Fong nació bajo su nombre verdadero como Liang Siao en Luzhi en Suzhou, Jiangsu en China. A la edad de dos años, su familia se trasladó a Hong Kong.
Su primera aparición de la película de Siao fue a los seis años de edad y se convirtió en una de los mayores ídolos por los jóvenes de Hong Kong a finales de los años 1960, junto con la frecuente coestrella Connie Chan Po-chu. De vuelta en la década de 1960, Josephine y los fanes de Connie, mantuvieron una rivalidad. Las noticias de sus fanes, consiguieron peleas entre ambas artistas femeninas, lo cual no era poco común en aquellos días.
A diferencia de muchas estrellas infantiles, Siao hizo una transición exitosa al estrellato adulto, convirtiéndose en una de las actrices más prolíficas y populares de Hong Kong. También fue una de las directoras (codirigiendo con Leung Po-Chih 梁普智) y escritoras de la película Jumping Ash (跳灰). Esta película ha sido considerada como un preludio de la nueva ola en la década de los años 1980 por los críticos de cine de Hong Kong.

## Filmografía
- An Orphan's Tragedy (1955)
- Sword of Emei (1969)
- Rhythm of the Wave (1974)
- Jumping Ash (1976)
- Lam Au Chun (1978)
- The Spooky Bunch (1980)
- Plain Jane to the Rescue (1982)
- The Perfect Match (1982)
- A Friend from Inner Space (1984)
- The Wrong Couples (1987)
- Fist of Fury 1991 (1991)
- Fist of Fury 1991 II (1992)
- Too Happy for Words (1992)
- Fong Sai Yuk (1993)
- Fong Sai-yuk II (1993)
- Always on My Mind (1993)
- Kin Chan No Cinema Jack (1993)
- Summer Snow (1995)
- Hu-Du-Men (1996)
- Mahjong Dragon (1996)

## Libro escrito por Siao Fong Fong
- 洋相 : 英美社交禮儀